# Pistola PSS
La PSS (número oficial del GRAU: 6P28) o MSS "Vul" es la última arma resultante del desarrollo soviético de pistolas silenciosas que emplean el sistema de cartuchos sellados. Dos diseños anteriores fueron considerados inaceptables para servicio debido a su limitación de dos disparos. Las primeras pistolas de este tipo incluían las pistolas de dos cañones MSP Groza y SP-4M. Desarrollada alrededor de 1980, la PSS fue primeramente suministrada a los Spetsnaz de la KGB en 1983. Ideada para asesinatos y reconocimiento, fue producida por la fábrica de armas especiales TsNIITochMash. Las pistolas PSS aún son empleadas por fuerzas especiales de élite de varios países, al igual que algunas unidades de élite del FSB y el MVD.
La PSS fue sucedida por la PSS-2 en 2011, que dispara el cartucho sellado más potente 7,62 x 43 SP-16.

## Propósito
La PSS fue desarrollada para proveer a las fuerzas especiales y la policía secreta soviéticas de un arma casi completamente silenciosa para operaciones encubiertas tales como reconocimiento y asesinatos. La pistola emplea un singular cartucho con un pistón interno para lograr este fin. Por otra parte, es una pistola de doble acción bastante sencilla. Se conocen muy pocos detalles sobre el desempeño de la pistola, ya que solamente unas cuantas llegaron a manos occidentales.

## Historial de combate
La PSS ha sido empleada en la Guerra civil siria.

## Operación

### Cartucho

Secuencia del mecanismo de la PSS.

La PSS dispara el cartucho abotellado especial 7,62 x 42, el mismo que dispara el revólver silencioso OTs-38 Stechkin. Este contiene un pistón interno cuya cabeza se apoya en la carga propulsora y su émbolo se apoya contra la base de la bala. Al disparar, el pistón transmite un impulso suficiente para lanzar la bala desde el cañón a un alcance efectivo de 25 metros. Inmediatamente después el pistón sella el cuello del cartucho, evitando que el ruido, el humo y el fogonazo salgan por el cañón.

### Acción
La acción de la PSS puede describirse como "reacción", ya que no produce el fogonazo de un arma accionada por retroceso de masas. Como los gases del disparo no salen del casquillo luego de disparar, la fuerza del retroceso solo se debe a la bala, siendo empleada para accionar la corredera de la pistola. En otros aspectos, la PSS tiene un diseño convencional, excepto por la varilla-guía de la corredera, que está situada sobre el cañón y reemplaza a los rieles-guía del armazón.

## Variantes
La pistola silenciada PSS-2 fue desarrollada en Rusia, a partir de la PSS original, pero con algunas características de la pistola SR-1M y algunas mejoras. Dispara el cartucho silencioso 7,62 x 43 SP-16, más potente pero incompatible con el cartucho original 7,62 x 42. La PSS-2 fue adoptada por el FSB en 2011.

## Usuarios
- Georgia[7]
- Rusia
  -  Unión Soviética